# Avitta taiwana
Avitta taiwana là một loài bướm đêm trong họ Noctuidae.